# Groupon
Groupon (Групо́н, NASDAQ: GRPN) — американская компания, получившая известность благодаря одноименному сервису коллективных скидок. Компания специализируется на посредничестве между локальным бизнесом и покупателями.

## История
Компания Groupon была основана Эндрю Мейсоном. В 2006 году он решил создать социальную сеть, где люди смогли бы не только общаться, но и совершать вместе какие-то полезные действия. Результатом реализации этой идеи стал проект the Point — интернет-платформа для организованных коллективных действий. Первоначально платформа была нацелена на объединения людей для организации мероприятий, написания коллективных петиций или совершения пожертвований. Позднее было принято решение модифицировать его в сайт коллективных покупок, сохранив идею совместного решения определенной задачи и привнеся в неё коммерческую составляющую. The Point был запущен в 2007 году. Первым инвестором проекта стал Эрик Лефковски.
В 2008 году в Чикаго был запущен сайт Groupon. В первые месяцы открытия компании в ней работало всего 7 человек. За первый год существования оборот сайта составил $94 млн.
К 2010 году во многих странах мира появились сайты, аналогичные Groupon. Впоследствии, выходя на международный рынок, Groupon приобретал компании-аналоги, укрепляя свои позиции в соответствующих странах. Первоначально компания расширяла своё присутствие в Северной Америке. После Чикаго Groupon вышел на рынки Бостона, Нью-Йорка и Торонто. В апреле 2010 года Groupon появился в Канаде, в мае — в 15 странах, в июне — ещё в 7 странах, в августе 2010 года Groupon пришел в Японию. К концу 2010 года компания имела представительства в 33 странах мира. В 2011 году Groupon охватил ещё 14 стран. В марте 2012 года своё первое предложение Groupon продал в Таиланде, в 48-й по счету стране. Groupon начал свою работу в России в августе 2010 года. В ходе расширения своего присутствия на российском рынке компания купила сервис Darberry. На 2014 год российское подразделение компании имеет около 500 сотрудников и работает в 65 российских городах.
В 2011 году компания создает отдельные проекты Groupon Goods (товарные сделки), Groupon Getaways (туристические предложения) и Groupon Live (продажа билетов на мероприятия).
В марте 2013 года генеральным директором Groupon Inc. стал Эрик Лефковски. В ноябре 2013 года бизнес-модель компании, техническая платформа и интерфейс сайта были в значительной степени модифицированы; Groupon становится торговой площадкой для локального бизнеса. Наиболее частыми предложениями на сайте стали такие, которые позволяют целиком оплатить услугу прямо на сайте.
В январе 2014 года Groupon приобрел онлайн-гипермаркет Ideeli. Сумма сделки составила 43 миллиона долларов. Летом 2014 года российское представительство компании Groupon присоединилось к Ассоциации компаний интернет-торговли (АКИТ). В этом же году компания объявила об интеграции с Apple Pay.
По итогам 2 квартала 2014 года, более 50 % продаж на Groupon осуществляется с помощью мобильного приложения. Мобильное приложение Groupon насчитывает более 92 миллионов загрузок.

## Принцип работы

Скриншот сайта Groupon

Первоначально с помощью сервиса Groupon пользователи получали скидки, которые активировались в том случае, если ими заинтересуется определенное минимальное количество участников программы. Позднее компания отошла от этой модели. На сайте увеличились сроки действия предложений, сделки стали считаться состоявшимися при любом количестве продаж; сервис переориентировался на продажу готовых пакетов услуг.
С 2013 года Groupon работает как торговая площадка для локального бизнеса, магазинов, представителей туриндустрии, организаторов мероприятий. Предложения размещаются на сайте на длительный срок (3-6 месяцев), отсутствует минимальный порог продаж, определяющий состоится сделка или нет. Компании не платят за размещение своих акций — площадка получает комиссию от проданных предложений. Кроме размещения акции Groupon также предоставляет инструменты для привлечения новых клиентов и развития бизнеса.

## Технологии
В мае 2014 года Groupon объявил о разработке операционной системы для планшетных компьютеров под названием «Gnome». Gnome — операционная система, работающая на базе iPad mini. Система позволяет автоматизировать процесс приема посетителей, воспользовавшихся предложением на Groupon. Система включает в себя инструментарий Groupon Rewards, Groupon Scheduler, Groupon Payments и др.
Название «Gnome» совпадает с названием свободной среды рабочего стола GNOME, для которой название было известно уже 17 лет и было зарегистрировано в 2006 году. По сообщению GNOME Foundation в ноябре 2014, Groupon отказалась сменить название своей ОС и подала ещё заявки. 11 ноября Groupon согласилась сменить название и отказаться от всех 28 заявок на регистрацию знаков типа «Gnome».

## Финансы
В декабре 2009 г. Groupon привлек $30 млн инвестиций от фонда Accel Partners и New Enterprise Associates, а в апреле 2010 г. — $135 млн от Digital Sky Technologies (DST, ныне Mail.ru Group), DST Global и фонда Battery Ventures. В апреле 2010 года Groupon был оценен в $1,36 млрд.
По сообщениям в СМИ в октябре 2010 года, компания Yahoo! хотела приобрести Groupon более чем за 3 миллиардов долларов. В ноябре 2010 года Google предложил 5,3 миллиарда за покупку Groupon. Предложение было отклонено 3 декабря 2010 года.
В 2011 году компания вышла на IPO. Начальная цена в первый день размещения составила $20 за акцию. По итогам IPO Groupon привлек $700 млн. В августе 2013 года акции Groupon подскочили в цене на 27 %, а вся компания подорожала на $1,8 млрд до $7,3 млрд. Рост акций произошел за считанные минуты после открытия торгов на NASDAQ после того, как накануне вечером (уже после закрытия биржи) компания опубликовала отчет за II квартал 2013 года.

## Аналоги
В январе 2011 года появилась информация, что Google, предпринимавший ранее попытки купить Groupon, планирует создание конкурирующего сервиса — «Google Offers».
В апреле 2011 года Facebook запустил аналогичный проект Deals, но к августу 2011 года проект был закрыт.
Позднее появилось множество похожих сайтов, в частности: Биглион, Frendy, Tiny deals и др.